# Glaiten
Glaiten (italienisch Glaiten) ist eine Fraktion der Gemeinde St. Leonhard in Passeier in Südtirol (Italien). Der Ort mit etwa 50 Einwohnern ist vor allem wegen der St.-Hippolyt-Kirche bekannt.

## Lage
Der Ort liegt auf 1250 m ü. NHN ungefähr 7 km nördlich von St. Leonhard in Passeier an der Straße zum Jaufenpass. 

## Geschichte
Tonscherben auf und in der Umgebung des Kirchhügels von Glaiten belegen eine prähistorische Besiedlung des Ortes. Forscher vermuten an der Stelle der Kirche in der Bronzezeit die Existenz einer heidnischen Kultstätte für die Brandopferung. 1380 ist die Kirche erstmals urkundlich erwähnt, das Patrozinium des hl. Hippolyt von Rom dürfte jedoch ein höheres Alter zu Grunde liegen. Eine dauerhafte Besiedlung des Tales ist erst seit dem Hohen Mittelalter nachgewiesen.

## Infrastruktur
Glaiten ist ein Ausgangspunkt für  Wanderungen auf das Glaitner Hochjoch, welches der Hausberg von St. Leonhard ist. Auch im Winter ist dieses für Skitourengeher erreichbar.